# Грб Пелагићева
Грб Пелагићева је званични грб српске општине Пелагићево. Грб је усвојен 2. јула 1999. године.
Симбол општине је грб облика средњовјековног штита који одудара од савремених хералдистичких стандарда и по садржини подсјећа на раније амблеме из комунистичког време.

## Опис грба
Грб Пелагићева је раздијељен тробојном гредом црвено, свијетлоплаво, белом, горе у свијетлоплавом излазеће сунце са зрацима, доле у плавом израста торањ православне цркве. Изнад штита плавим је исписано име општине: „Пелагићево“.
Сунце представља просветитељство (као референца на Васу Пелагића), живот и природна богатства, жута боја жито, тробојница исказује припадност Српској, плава боја доњег дијела симболизује два језера општине, а црквени торањ национални и вјерски идентитет.